# Memecylon zenkeri
Memecylon zenkeri är en tvåhjärtbladig växtart som beskrevs av Ernest Friedrich Gilg. Memecylon zenkeri ingår i släktet Memecylon och familjen Melastomataceae. Inga underarter finns listade i Catalogue of Life.